# René Coty
René Jules Gustave Coty (20 de marzo de 1882-22 de noviembre de 1962) fue un político conservador francés, segundo y último presidente de la Cuarta República Francesa, entre el 16 de enero de 1954 y el 8 de enero de 1959.

## Primeros años e inicio de su carrera política

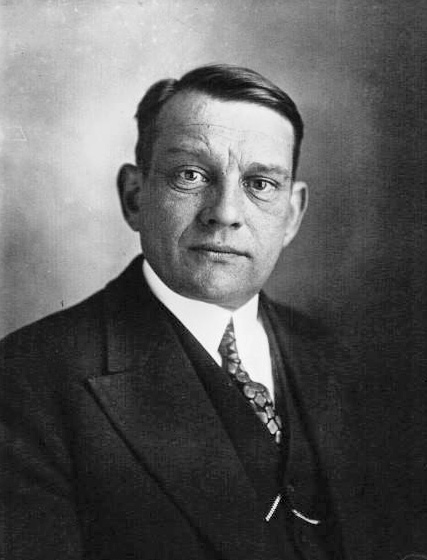
Fotografía de René Coty en los inicios de su carrera

René Coty nació en la ciudad de El Havre, y se graduó en filosofía y derecho en la Universidad de Caén, en 1902. Ejerció como abogado en su ciudad natal, especializándose en derecho marítimo y comercial. Contrajo matrimonio con Germaine Corblet el 21 de mayo de 1907.
Inscrito en el partido radical, en 1907 fue elegido concejal de distrito, y en 1908 miembro del concejo de El Havre, formando parte de la izquierda republicana. Desempeñó ambos cargos hasta 1919. Paralelamente, fue miembro del concejo general del departamento de Seine-Inférieure (ubicado al norte de Francia) desde 1913 hasta 1942.
Con el estallido de la Primera Guerra Mundial, Coty se unió voluntariamente al ejército, formando parte del centésimo vigésimo noveno regimiento de infantería, el que luchó en la batalla de Verdún. 
En 1923, Coty entró a la cámara de diputados, sucediendo a Jules Siegfried como diputado por Seine-Inférieure. En este momento de su carrera política había dejado ya el partido radical y se había integrado a la Unión Republicana. Entre el 13 y el 23 de diciembre de 1930 se desempeñó como subsecretario del Interior en el Gobierno de Théodore Steeg.
En 1932 asumió como vicepresidente del concejo general de Seine-Inférieure, cargo que ocuparía hasta 1942. Más tarde, en 1936, fue elegido senador por el mismo departamento.
El 10 de julio de 1940, fue uno de los varios políticos que votó a favor de la moción que proponía otorgar facultades extraordinarias a Philippe Pétain, lo que trajo como resultado la colaboración del Gobierno de Vichy con los nazis. Durante la Segunda Guerra Mundial, Coty permaneció relativamente inactivo, aunque retomó su carrera política poco antes de acabada.

## Vida de posguerra y presidencia
Fue miembro de la Asamblea Nacional Constituyente desde 1944 hasta 1946, y presidió el derechista Grupo Republicano Independiente, que más tarde formaría parte del Centro Nacional de Independientes y Campesinos. René Coty fue elegido diputado a la Asamblea Nacional (Cámara Baja) por Seine-Inférieure en 1946. Entre noviembre de 1947 y septiembre de 1948 ocupó el cargo de ministro de Reconstrucción y Planificación Urbana, en tiempos de Robert Schuman y André Marie. En noviembre de 1948 Coty fue elegido para el Consejo de la República, y en 1952 fue vicepresidente de ese organismo.     
En 1953 Coty se postuló como candidato a la presidencia. Se suponía que le resultaría imposible imponerse; sin embargo, tras doce votaciones en las que el favorito de la derecha, Joseph Laniel, nunca obtuvo la mayoría absoluta requerida para acceder a la presidencia, y la retirada de otro candidato clave de la derecha, Louis Jacquinot, Coty fue finalmente elegido el 23 de diciembre de 1953 en la decimotercera votación, con 477 votos, contra los 329 del socialista Marcel-Edmond Naegelen. Sucedió como presidente a Vincent Auriol el 16 de enero de 1954. Su esposa murió el 21 de noviembre del año siguiente, causando conmoción entre los franceses; curiosamente, la causa de su muerte fue un infarto al corazón, de lo mismo que su esposo moriría siete años y un día después.
Su presidencia estuvo aquejada por la inestabilidad política de la cuarta república y el levantamiento argelino. Con el agravamiento de la crisis en 1958, el 29 de mayo Coty solicitó a Charles de Gaulle, el "más ilustre de los franceses", ocupar el cargo de primer ministro. Coty llegó a amenazar con renunciar si el nombramiento de De Gaulle era rechazado por la Asamblea Nacional.
Ese mismo año, De Gaulle propuso una nueva constitución, y el 28 de septiembre tuvo lugar un referéndum que apoyó la propuesta con un 79,2 %. De Gaulle fue elegido presidente por el Parlamento en diciembre, y sucedió a Coty el 9 de enero del año siguiente. Coty fue miembro del Consejo Constitucional desde 1959 hasta su muerte, acaecida el 22 de noviembre de 1962.
| Predecesor: Vincent Auriol | Presidente de Francia 1954 - 1959 | Sucesor: Charles de Gaulle |

- Datos: Q158768
- Multimedia: René Coty / Q158768